# Aidophus panamensis
Aidophus panamensis är en skalbaggsart som beskrevs av Edgar von Harold 1859. Aidophus panamensis ingår i släktet Aidophus och familjen Aphodiidae. Inga underarter finns listade i Catalogue of Life.